# Chaetoprocta kurumi
Chaetoprocta kurumi är en fjärilsart som beskrevs av Fujioka 1970. Chaetoprocta kurumi ingår i släktet Chaetoprocta och familjen juvelvingar. Inga underarter finns listade i Catalogue of Life.